# Bombus infrequens
Bombus infrequens (saknar svenskt namn) är en insekt i överfamiljen bin (Apoidea) och släktet humlor (Bombus) som lever från Myanmar till centrala Kina.

## Beskrivning
Humlan är övervägande olivfärgad (egentligen gråa hår blandade med svarta). Mellankroppens sidor och hela den första tergiten är dock ljusare grå (utan svarta hår) eller rent vita. Främre delen på tergit 3 till 5 är mörkare, med mer inblandade svarta hår. Tergit 5 och 6 har ofta en ljusorange mittsträng. Hanarna har i regel den olivfärgade pälsen utbytt mot gul, och färre svarta hår på huvud, mellankropp och de två främre tergiterna. Humlan är inte speciellt stor; drottningen blir mellan 15 och 18 mm lång, arbetarna 9 till 13 mm och hanarna 12 till 14 mm. Vingarna är bruna, och tungan medellång.

## Ekologi
Bombus infrequens är en bergsart som lever på höjder mellan 650 och 4 100 m. Den samlar nektar och pollen från blommor likt salvior, buddlejor, balsaminer, kardväddarter, mjölke och spiror. Flygtiden varar från början av maj till slutet av september.

## Utbredning
Bombus infrequens finns i Myanmar, Tibet och centrala Kina (provinserna Yunnan, Gansu, Sichuan, Shaanxi, Hubei, Hunan och Guizhou).